# Museu Poldi Pezzoli
El Museu Poldi Pezzoli és un museu al centre de Milà, a quatre passos del Teatre La Scala, a Via Manzoni 12. Va néixer com a col·lecció privada del comte Gian Giacomo Poldi Pezzoli i els seus predecessors, en particular la mare, Rosa Trivulzio.
El museu exposa obres de Sandro Botticelli, Antonio Pollaiolo, Giovanni Bellini, Michelangelo Buonarroti, Filippo Lippi, Andrea Mantegna i Giovanni Battista Tiepolo, entre d'altres.

## Història

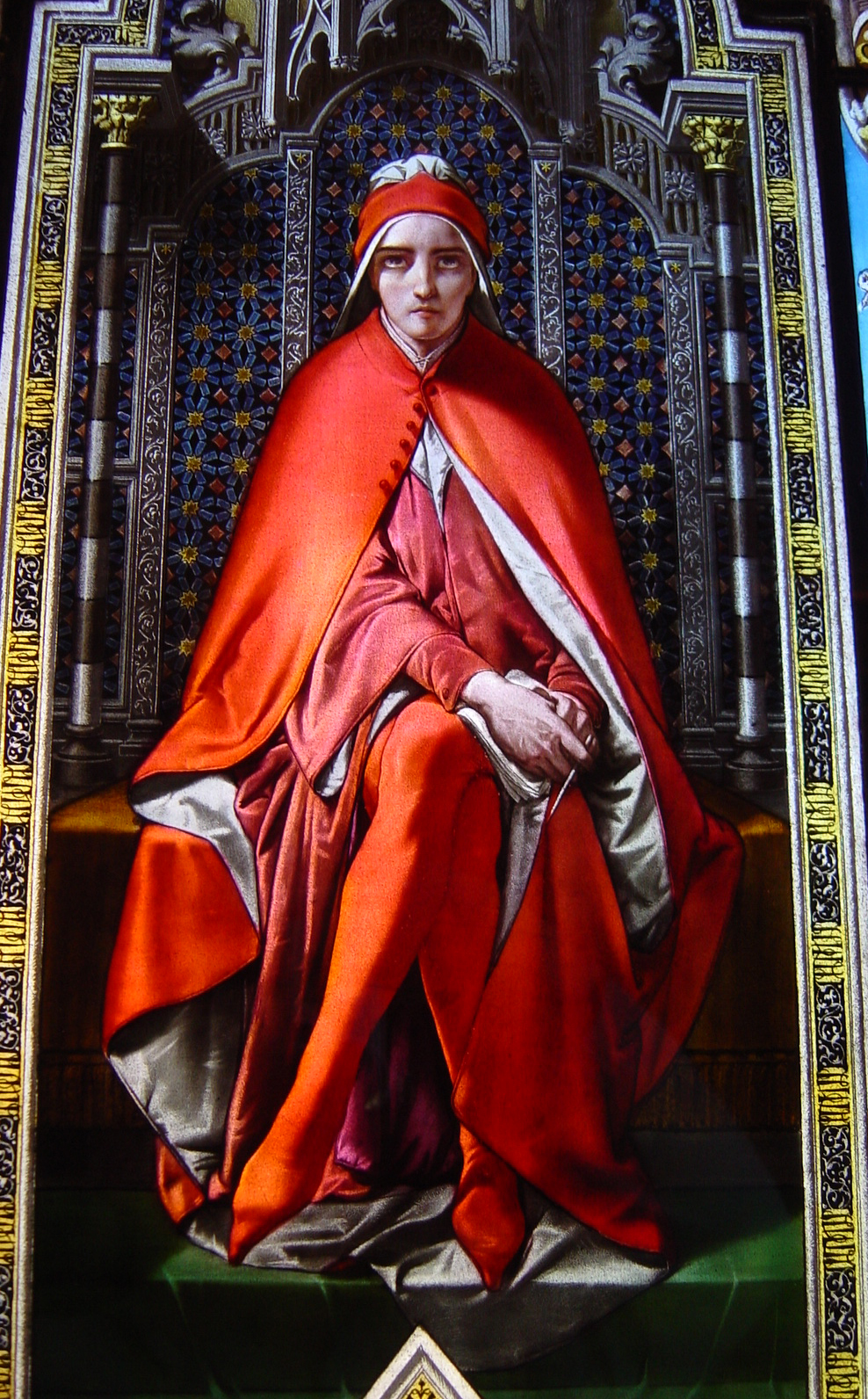
Pintura de Dante al Museu Poldi Pezzoli

Rosa, filla del príncep Gian Giacomo Trivulzio, provenia d'una noble família de literats en estret contacte amb les millors ments del neoclassicisme milanès i amb poetes com a Vincenzo Monti i Giuseppe Parini. A la mort del marit es va ocupar de l'educació del fill, nascut el 1822, el qual va créixer enmig dels literats i de l'art de l' època, mentre que la mare eixamplava la ja àmplia col·lecció familiar.
Va heretar el palau, reconstruït per l'arquitecte Simone Cantoni (1736-1818) en estil neoclàssic pel seu pare així com tot el patrimoni en arribar a la majoria, segons la llei austríaca d'aleshores a l'edat de 24 anys el 1846. Gian Giacomo dona suport a la revolució de 1848 apassionadament. Quan els austríacs van tornar, va ser multat i expulsat del país. Es va exiliar a Lugano a Suïssa i va viatjar per tot Europa. Així va entrar en contacte amb altres col·leccionistes i visitar nombroses mostres, entre les quals les primeres exposicions internacionals. El palau va ser expropiat i transformat en caserna.
Ja l'any 1846 Gian Giacomo havia iniciat els treballs necessaris per comptar amb un habitatge propi, diferent del de la seva mare, que, conforme amb l'eclecticisme de l'època, va decorar amb obres de diversos estils, des del trecento fins al barroc. Va ser un lloc apreciat i visitat pel públic i els artistes de l'època. Va tornar, i com la via política li era blocada, va actuar per via de la política cultural «conscient que era per l'art que un poble sense estat podia reconèixer la seva història i glòria».
Les sales contenien una sèrie d'obres d'art antigues, s'hi exposaven quadres una mica com en una galeria d'art moderna, més que una veritable casa privada. A més a més de pintura, va col·leccionar objectes d'art provinents de tot Europa, com armeria, ceràmica, orfebreria i d'altres arts aplicades.
Gian Giacomo Poldi Pezzoli va morir el 1879, a l'edat de 57 anys, i va llegar per testament la casa i la col·lecció a l'Acadèmia de Brera. Giuseppe Bertini, director de l'Acadèmia de Brera i pintor, col·leccionista i vell amic a administrar el llegat. Aquest va inaugurar el nou museu oficialment l'any 1881.
Ja en el moment de projectar-se l'apartament privat de Gian Giacomo, les sales es van pensar per inspirar-se cadascuna en un estil diferent i per allotjar obres d'art d'un mateix període. Aquesta disposició era tan inusual per a l'època que es esdevenir un punt de referència per a altres col·leccions privades que es formaven o ampliaven en aquella època. Es van inspirar en el Museu Poldi Pezzoli les cases-museu de la nord-americana Isabella Stewart Gardner en Boston o dels francesos Nelly Jacquemart e Edouard André.

### Darrers temps
El museu va patir danys irreparables durant la Segona Guerra Mundial. Les obres es van preservar perquè van ser posades fora de perill abans dels bombardejos, però vidrieres, estucs i talles es van perdre per sempre. La posterior restauració va refer en la major mesura possible aquella antiga esplendor. Es va reobrir el 1951.
A la segona meitat del segle xx, el museu, que consta de dues plantes, ha rebut nombroses donacions d'obres d'art representatives d'arts diverses: des del brodat a la rellotgeria i a la pintura.

## Col·lecció

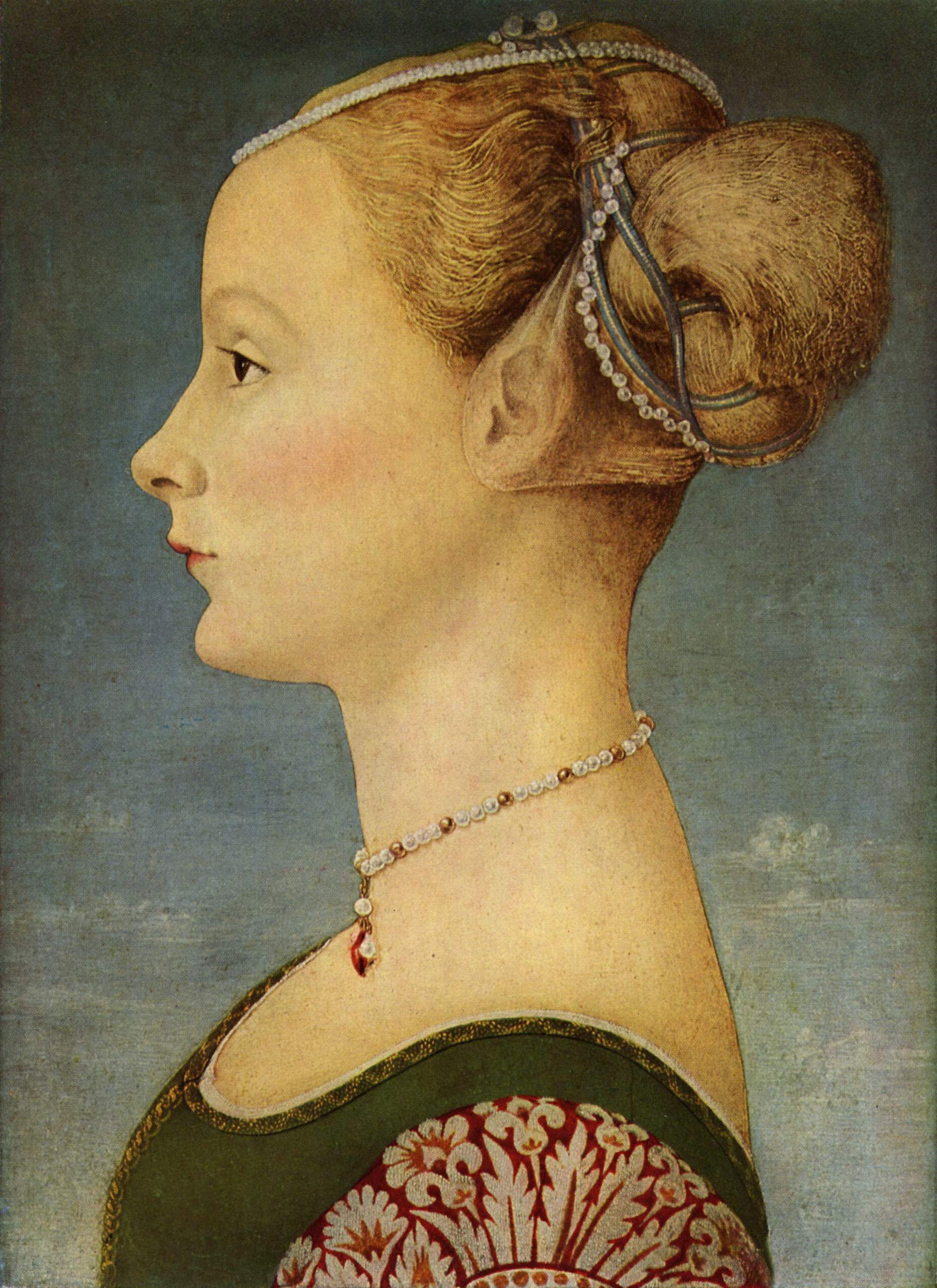
Retrat femení de Pollaioulo.

La col·lecció conté uns cinc mil peces. Entre les obres més destacades de la col·lecció pictòrica hi ha: 
- Sandro Botticelli
  - Mare de Déu del llibre (1480 - 1481)
  - Pietat (1495)
- Leonardo da Vinci «Madonna Litta»[8]
- Fra Filippo Lippi: Pietat] (1437 - 1439)
- Giovanni Antonio Boltraffio: Mare de Déu amb l'Infant.
- Piero della Francesca: San Nicolás de Tolentino
- Antonio Pollaiuolo: Retrat femení
- Rafael Sanzio: Crucifix
- José de Ribera: Retrat d'un jove missioner jesuïta (1638)
- Canaletto: Capriccio con rovine
- Francesco Guardi: Góndoles en la llacuna
- Lorenzo Lotto: 
  - Mare de Déu amb sants
  - Santa Caterina d'Alexandria
- Andrea Mantegna: Mare de Déu amb l'Infant